# Виговські

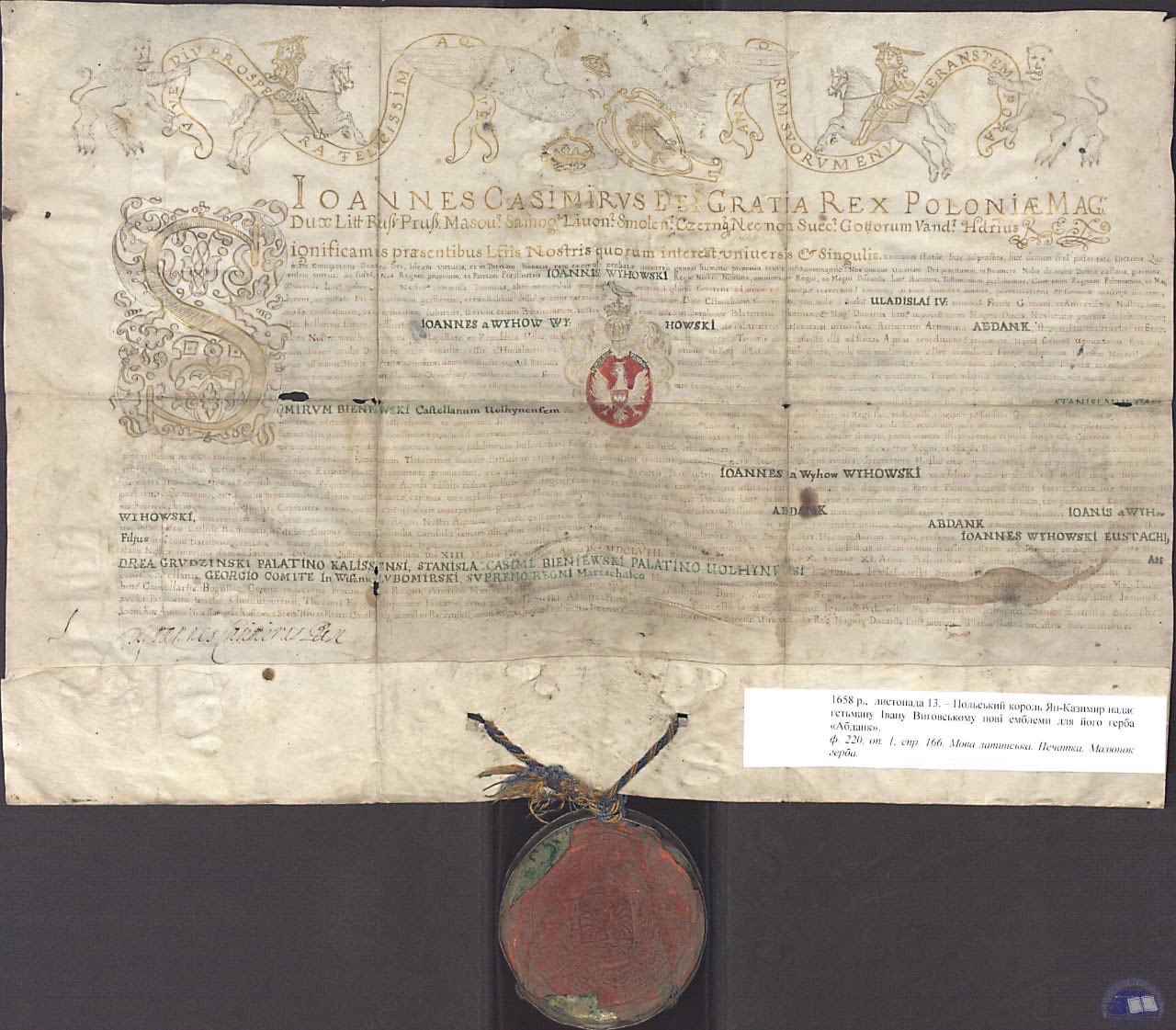
Привілей Яна-Казимира 1658 року Івану Виговському нові емблеми для його герба Абданк.

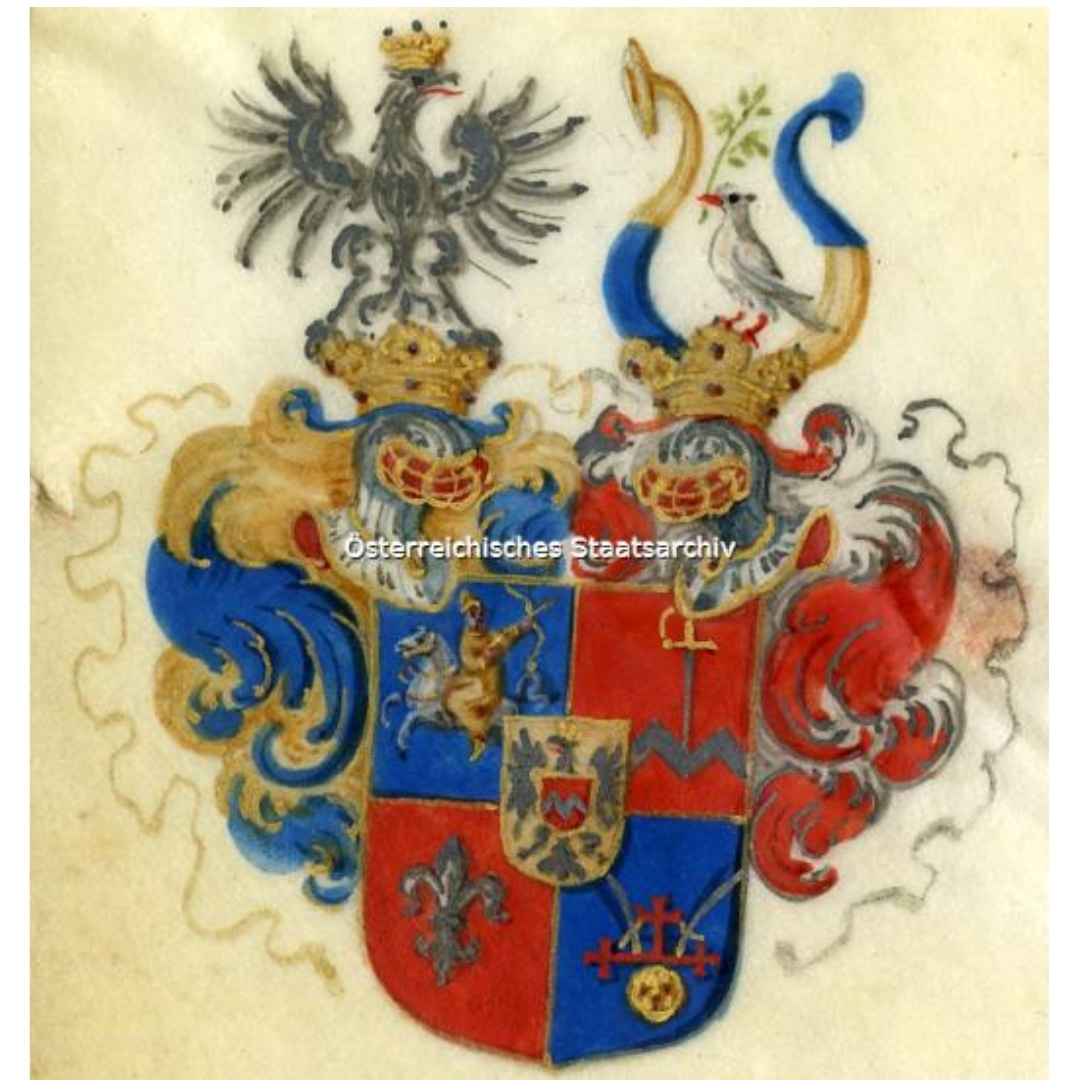
Графський герб виговських

Виговські — декілька шляхетських родів різного походження, що походять від власників різних частин маєтку Вигів Зауської волості Київського воєводства Великого князівства Литовського, які згадуються в історичних джерелах починаючи з першої половини 16 століття. Протягом 16-19 століть, більшість Виговських належало до категорії околичної шляхти, після 1864 року — до станів міщан, селян і лише кілька родин до дворян. Найвідоміші представники — брати Данило, Іван, Костянтин Остаповичі.

## Історія
Н. Яковенко у своїй праці про українську шляхту виводить коріння Виговських від двох родів. Рід Лучичів-Виговських вона виводить від Болсуна (Чорногуба), а роди Федьковичів-Виговських, Ігнатовичів-Виговських та Олешковичів-Виговських від роду Давидовичів-Виговських, які в свою чергу, виводяться нею від роду Ланевичів-Коркошків. Однак, такі генеалогічні конструкції зовсім не відповідають актовим джерелам.
Першими відомими землевласниками селища Вигов були брати князі Іван та Лев Федоровичі Полубенські, які отримали його за наданням Олександра Ягеллончика. Їх сестринець, староста житомирський — Щасний Герцик в 1533 році скаржився королю Сигізмунду І Старому на те, що київські зем'яни і бояри після безпотомної смерті його дядьків позабирали собі їх маєтки, зокрема і Вигів.
Наступними землевласниками різних земель під Виговом, які з кінця другої чверті 16 століття почали вже вживати прізвище «Виговський» були представники трьох окремих родів — Петровичів, Лучичів, Олешковичів.
Петровичі-Виговські походять від Давида і Федька Петровичів панцерних бояр-слуг Зауської волості Київського повіту Київського воєводства, які до 1540 року стали власниками Петровської землі (сучасні села Велень, Давидки, Купище) у Вигові і несли панцерну службу на київський замок. Десь в 1530-х роках вони скаржилися на пана Федора Єльця за те, що він намагався заволодіти їх отчиною — Виговщиною. Привілеєм короля Сигізмунда ІІ Августа від 10 жовтня 1560 року їх синів — Фалька, Афанасія, Якова, Івана, Ігната Давидовичів та Богдана, Хому, Василя Федьковичів було звільнено від панцерної служби та переведено на службу земську воєнну. В подальшому цей привілей підтверджувався Сигізмундом ІІ Августом 22 вересня 1571 року на прохання Фалька Давидовича і Богдана Федьковича та короля Стефаном Баторієм у 15 лютого 1581 році на прохання Василя Федоровича і Яцка Давидовича Виговських.
Лучичі-Виговські походять від овруцьких бояр-земян, завського намісника київського воєводи Гришка Лучича та його рідних братів — Івана, Семена, Степана, Кирика, які в 1541 році отримали від короля Сигізмінда І Старого надання до ласки на Скочковську землю у Вигові (сучасне село Вигів) з умовою несення земської служби. В 1546 році Сигізмунд ІІ Август надав їм привілей на Скочковську землю на вічно. Київський воєвода князь Фрідріх Глібович Пронський 10 травня 1554 року розглянув скаргу свого завського намісника Гришка Лучича та його братії на бояр київського повіту Федька Петровича і його синів та Фалька Давидовича і його братів Виговських про завдання кривд і утисків у судеревних землях. Їх діти — Яцко Григорович, Олександр Іванович, Ігнат та Яцко Семеновичі, Гордій та Іван Степановичі Виговські 1 жовтня 1611 року отримали підтвердження батьківських привілеїв від короля Сигізмунда ІІІ Вази. На прохання Івана Виговського король Владислав IV 28 лютого 1633 року підтвердив попередні привілеї Лучичам-Виговським. 
Після 1838 року, під час доведення представниками роду Петровичів-Виговських свого дворянского походження, з'явилася версія спільного походження родів Лучичів-Виговських та Петровичів-Виговських. Однак, ця версія жодними історичними документами не була підтверджена. Її поява була спричинена лише фактом остаточного затвердження однієї з ліній Лучиців-Виговських у 1838 році в дворянстві Російської імперії, спільне походження з якими спростило б для Петровичів-Виговських затвердження в дворянстві.
 
Олешковичі (Александровичі)-Виговські  походять від трьох, відомих на сьогоднішній день, братів Максима, Семена, Григорія Олешковичів - слуг Зауської волості, які володіли Сочівською землею у Вигові (сучасні села Березівка, Боровиця, Дружбівка) та виконували за це невідому службу на київський замок. Цей рід найменш досліджений, оскільки дотичних їх документів майже не збереглося, а Виговські, що жили в 18-19 століттях, не виводили своє походження від них по чоловічій лінії.  
Київський воєвода князь Фридрих Глібович Пронський на прохання господарських бояр з Вигова Гришка Лучича, Фалька Давидовича та Максима Олешковича дав їм та їх поплічникам лист від 4 квітня 1554 року, яким підтвердив що вони зі своїх земель Петровської, Скочковської та Сочівської не повинні служити ніяких інших служб крім служби господарської земської. Цей лист було підтверджено королем Сигізмундом ІІ Августом привілеєм даним у Вільно 11 червня 1561 року.
Частина Виговських ще у 16 столітті згадується в джерелах у якості шляхтичів-слуг, що перебували на службі у великих землевласників, невеличка частина займала посади возних в судових інституціях Київського воєводства. З початком 17 століття ситуація не змінюється. Піднесення роду пов'язано з постаттю гетьмана Війська запорізького Івана Євстафійовича Виговського. В 18 столітті більшість Виговських були дрібними землевласниками, які володіли різними частинами землі навколо Вигова, або в навколишніх маєтках околичної шляхти Овруцького повіту. Невелика кількість представників роду володіла маєтками за межами Овруцького повіту. Саме в 18 столітті масово почали відбуватися процеси обезземелення Виговських, міграції з родового гнізда та перехід їх до категорії шляхтичів-чиншовиків, а в деяких випадках і до селян-кріпаків. В 18 столітті деякі представники Виговських, які жили в Гетьманщині, згадуються як козаки та міщани. На початку 19 століття, велика кількість Виговських була визнана в дворянських правах Російської імперії Волинським, Київським та Подільським дворянськими депутатськими зібраннями, однак, остаточно в дворянстві було затверджено лише декілька сімей. Після 1864 року, ті з Виговських, хто був затверджений в дворянстві лише губернськими дворянськими зібраннями, але не Герольдією, були записані до станів міщан, або селян, виключення становили лише особи, які перебували на військовій службі, або на державній службі.
Список Виговських, остаточно визнаних в дворянстві Російської імперії
| Дата       | Номер указу Герольдії | Назва губернії | Частина родовідної книги | Імена | Родова лінія Виговських |
| ---------- | --------------------- | -------------- | ------------------------ | --- | ----------------------- |
| 28.02.1838 | 1369                  | Волинська      | 6                        | Іван та Карл сини Петра, Станіслав-Флоріан, Вікентій-Георгій, Йосип-Ізидор, Миколай сини Амвросія, Фелікс-Лаврентій син Андрія, всі разом внуки Георгія, правнуки Федора, Омельян-Карл, Іван-Полікарп, Севастіан сини Івана, внуки Андрія, правнуки Івана, а всі разом праправнуки Георгія Олександровича | Лучиці-Виговські        |
| 29.04.1839 | 5057                  | Київська       | 6                        | Іван і Петро Антоновичі, Франц Казимірович, а разом внуки Петра Михайловича | Давидовичі-Виговські    |
| 05.12.1844 | 23794                 | Влади́мирська   | 2                        | Петро Васильович | Невідомо                |
| 31.03.1847 | 1146                  | Волинська      | 1                        | Степан і Миколай сини Афанасія та Іван син Василя, з синами Люціаном, Болеславом, Яковом-Генріхом, разом внуки Семена Романовича | Ларіоновичі-Виговські   |
| 08.03.1848 | 8319                  | Подільська     | 6                        | Венеамін-Франц син Івана-Франца внук Якова правнук Петра Івановича | Невідомо*               |
| 13.03.1878 | 953                   | Волинська      | 2                        | Станіслав Іванович з сином Яковом | Лучиці-Виговські        |
| 29.07.1880 | 2601                  | Подільська     | 6                        | Панкратій Федорович внук Андрія Костянтиновича та Володимир Йосипович внук Федора правнук Андрія Костянтиновича | Лучиці-Виговські**      |
| 07.04.1888 | 1479                  | Херсонська     | 3                        | Полікарп Іванович з сином Норбертом | Лучиці-Виговські***     |
| 26.06.1900 | 2341                  | Волинська      | 3                        | Василь Іванович з дітьми Платоном, Вірою, Оленою, Ольгою, Георгієм | Ларіоновичі-Виговські   |

- Визнання цієї особи в дворянстві відбулося на підставі сфальсифікованих документів
  - Родова лінія цих осіб невідома. Визнання їх в дворянстві та приєднання до лінії Лучиців-Виговських, відбулося на підставі сфальсифікованих документів
    - Полікарп Іванович був початково затверджений в дворянстві по Волинській губернії, як Іван-Полікарп Іванович указом від 28.02.1838 № 1369

## Конфлікт з київським воєводою
Як і представники інших родів зауської шляхти, Петровичі-Виговські та Олешковичі-Виговські мали конфлікт з київськими воєводами, починаючи з князя Острозького, які намагалися примусити їх відбувати панцерну службу на київський замок. Так у відповідь на скаргу Фалька Давидовича та Богдана Федьковича Виговських і їхніх братів Сигізмунд ІІ Август 18 липня 1566 року писав до київського воєводи князя Острозького, аби він припинив спроби підпорядкувати їх юрисдикції київського замку. Однак, навіть після цього князь Острозький не припинив спроби підпорядкувати їх київському замку. Так 8 березня 1569 року Сигізмунд ІІ Август знову писав лист до київського воєводи, аби він київських зем'ян Фалька Давидовича, Богдана Федьковича, Гришка Олешковича та всю їх братію не примушував до служби боярської путної замкової. В наступному, з метою захисту своїх шляхетських прав від київського воєводи, Виговські об'єдналися з іншими зауськими шляхтичами. Так король Сигізмунд ІІІ видав 10 липня 1591 року декрет у справі між шляхетними Григорієм Онуфрійовичем Іскоростинським, Хомою Федьковичем Виговським, Васянем Тупачоловським, Евхимом Федоровичем Сингаєвським, Павлом Малькевичем Ходаковським, Михайлом Багриновським, Лаврентієм Васильовичем та Артемом Ігнатовичем Білошицькими, Лешуком Дем'яновичем Недашковським і іншими зауськими земянами з однієї сторони та київським воєводою князем Острозьким з іншої сторони, про наслання воєводою своїх озброєних слуг на будинки зауських шляхтичів і пограбування. Люблінський коронний трибунал видав 10 травня 1595 року декрет у справі між Хомою Федьковичем та Ларіоном Богдановичем Виговськими та київським гродським судом, який підпорядковувався київському воєводі, і відмовлявся розглядати справи за участю Виговських, мотивуючи це тим, що вони не зем'яни, а бояри. В Варшаві 26 березня 1613 року в королівському задворному суді відбулось перенесення слухання справи Виговських з київським воєводою, про невиконання повинностей з добр Вигова на користь воєводи. Конкретний документ, який поставив крапку в цьому конфлікті невідомий, однак, зважаючи на те, що протягом всього періоду існування Речі Посполитою Виговські користувалися в ній шляхетськими правами, можна дійти висновку, що справу вони виграли.

## Виговські в фіскальних джерелах періоду Речі Посполитої
Тариф подимного Київського воєводства 3 травня 1631 року
Panowie Fedorowiczowie, Dawidowiczowie, Ihnatowiczowie-Wyhowscy: z dymow osiadlych szesci po zlotych trzy, z ogrodnika iednego zloty y szeszc groszy polskich, — summa za szesc poborow zlotych dziwietnascie groszy pietnascie. Panowie Jhnat, Hordiey, Andrey Lucziczy Wyhowscy, Iwan, Tymofiey y Alexander Wyhowscy: z dymow szesci po zlotych trzy, a z ogrodnikow dwu po zlotemu y groszy szesc polskich ad rationem do pokazania quitu starego, summa za szesc poborow zlotych dwadziescie dwa groszy pietnascie.
Тариф подимного Овруцького повіту 1634 року
Panowie Wyhowscy Łaryonowiczowie Fedor Adam Samoiel Demian y Ivan Potomkowie brata ych Romana Wyhowskiego zczęsci swych siała Wyhowa Kopiszcz Dawydkow y Pohorełey Zdymow Trzydziestu siodmiu oddali …. zl 18 gr 15

Тариф подимного Київського воєводства 1640 року
Пани Виговські з сіл Вигова, Давидок, Погорілої, Боровиці 66 дворів

## Лінії Виговських
Петровичі-Виговські після смерті Давида і Федька Петровичів розділилися на дві великі лінії — Давидовичів-Виговських та Федьковичів-Виговських. Давидовичі-Виговські розділилися в 17 столітті на Золотоношенків-Давидовичів-Виговських та Борисенків-Давидовичів-Виговських (в 18 столітті писалися Євстафієнками-Давидовичами-Виговськими). В 19 столітті всі вони фігурують у документах, як Давидовичі-Виговські. Федьковичі в першій чверті 17 століття розділилися на Ларіоновичів-Виговських (нащадки Ларіона Богдановича Виговського, що був сином Богдана Федьковича Виговського), Хомичів-Виговських (в першій половині 17 століття називалися також Ігнатовичами), Васильовичів-Виговських. В кінці 17 століття з Ларіоновичів-Виговських відділилися Вдовиченки-Ларіоновичі-Виговські. Хомичі-Виговські в 17 столітті розділилися на Богданенків-Виговських (від яких у кінці 17 століття відділилися Петренки-Виговські), Бобренків-Виговських, Кириченків-Виговських. В 19 столітті всі вони фігурують у документах, як Хомичі-Виговські.
Лучичі-Виговські початково розділилися на чотири основні лінії, які пішли від братів Гришка, Семена, Степана та Івана Лучичів. В кінці 17 століття існували вже тільки три основні лінії, які змінили придомок «Лучичі» на «Лучиці» (польською «Luczyc»). Перша лінія, найбільш чисельна, походила від Гришка Лучича Виговського, в 18 столітті та на початку 19, її представники користувалися придомком Єженки. Друга лінія походила від Семена Лучича Виговського, в 18 столітті та в першій половині 19 століття її представники часто фігурують з прізвищем «Погоріловські-Виговські». В самому кінці 17 століття від другої лінії відділилася лінія Силенків-Лучиців-Виговських, яка під кінець 18 століття стала досить чисельною. Третя лінія походить від Степана Лучича Виговського, з кінця 17 століття і до середини 18 століття її представники фігурують в документах з придомком «Копаченки».

## Варіанти написання прізвища
Початково прізвище на староукраїнській мові писалося як «Выговский», або «Выкговский». В 17 столітті додалося написання на польській мові «Wyhowski» та латиною «Wychowski», в 18 столітті, коли актова документація була переважно на польській мові уживалися обидва варіанти. В Російській імперії, через різний переклад з польської прізвище писалося як «Выговский» та «Виговский» чи «Веговский» і як «Выховский» та «Виховский». За часів СРСР та в сучасній Україні можна зустріти такі варіанти прізвища «Виговський», «Вигівський», «Віговський», «Виховський», «Віховський». В країнах, які використовують латинську абетку, можна зустріти такі варіанти як «Wyhowski», «Wychowski», «Wychowsky».

## Герб
Одним з перших виявлених гербів родини Виговських є печатка Миколи Кириковича Виговського від 1584 року: «у ренесансовому щиті знак у вигляді літери „Д“ над двома трираменними літерами „Т“ у стовп над півколом, що лежить кінцями догори». Однак, у середині XVII століття Виговські користувалися дещо іншим зображенням. Поширеним в історичній літературі є твердження, що герб Виговських тієї доби був або традиційний польський «Абданк» або видозмінений (чорний на срібному полі)[джерело?]. Герб, який вживали Виговські, хоч і був подібний до польського «Абданку», насправді ніколи ним не був. Подібно більшості гербів руської шляхти, він постав із родового знаку, що позначав власність.

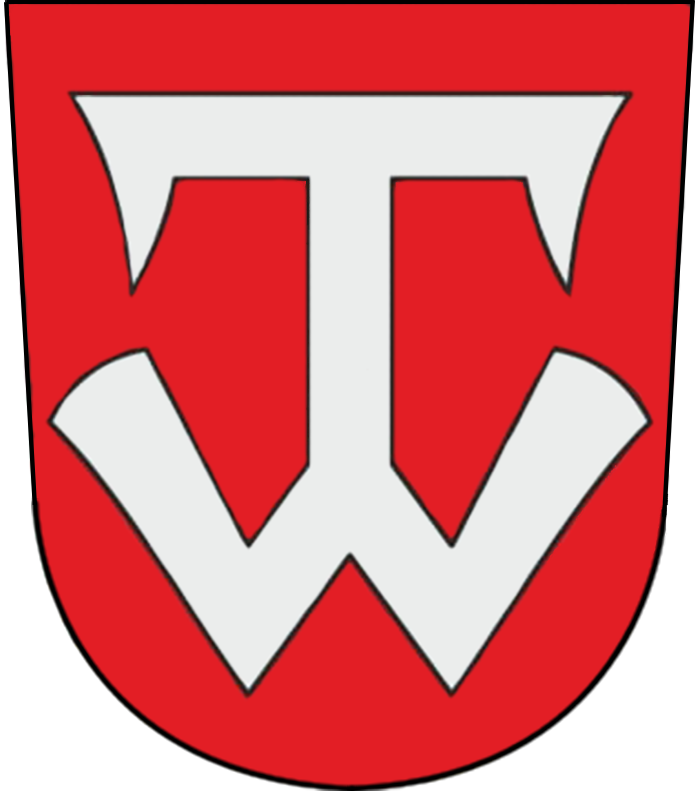
Родовий знак Виговських

Родовий знак Виговських нагадує поєднання між собою латинських літер «W» і «T» у стовпчик, при чому «T» стоїть по центру й має підгорнуті вниз зубці. Саме цей символ присутній на печатці полковника пінського і турівського Костянтина Виговського 1659 року. Над геральдичним щитом, в якому міститься символ, розміщено шолом з наметом під шоломовою короною і три страусячих пір'їни в нашоломнику, пронизаних стрілою. Аналогічне зображення, але без стріли присутнє на кількох печатках генерального писаря Івана Виговського в 1652—1653 і 1655—1657 роках. Цей же знак Виговських присутній в праці польських геральдистів Віктора Віттиґа і Станіслава Дзядулевича. Історик Оскар Галецький писав, що цей символ більше нагадує «Сирокомлю». Наявність у знаку Виговських символу «W» зумовила ототожнення його з «Абданком» у пізніших гербовниках, а також у першому привілеї від 1658 року. Водночас вже через пів року в наступному гербовому привілеї помилку виправили й герб Виговських названо пол. «Abdank … pod pokryciem», що явно вказує на його відмінність від «Абданку».
Герб Виговських нагадує герби Голубів чи Хмельницьких через подібність нижніх частин геральдичного знаку у формі літери «W». У панегіричних віршах ця фігура зветься «абданкь» через схожість з однойменним польським гербом. Саме це часто вводило в оману як сучасників, так і пізніших дослідників, але ні Хмельницькі, ні Виговські, ні Голуби не використовували «Абданк», лише власні родові герби.

Польський «Абданк» роботи художника Тадеуша Гайля
Видозмінений «Абданк», який приписують Іванові Виговському
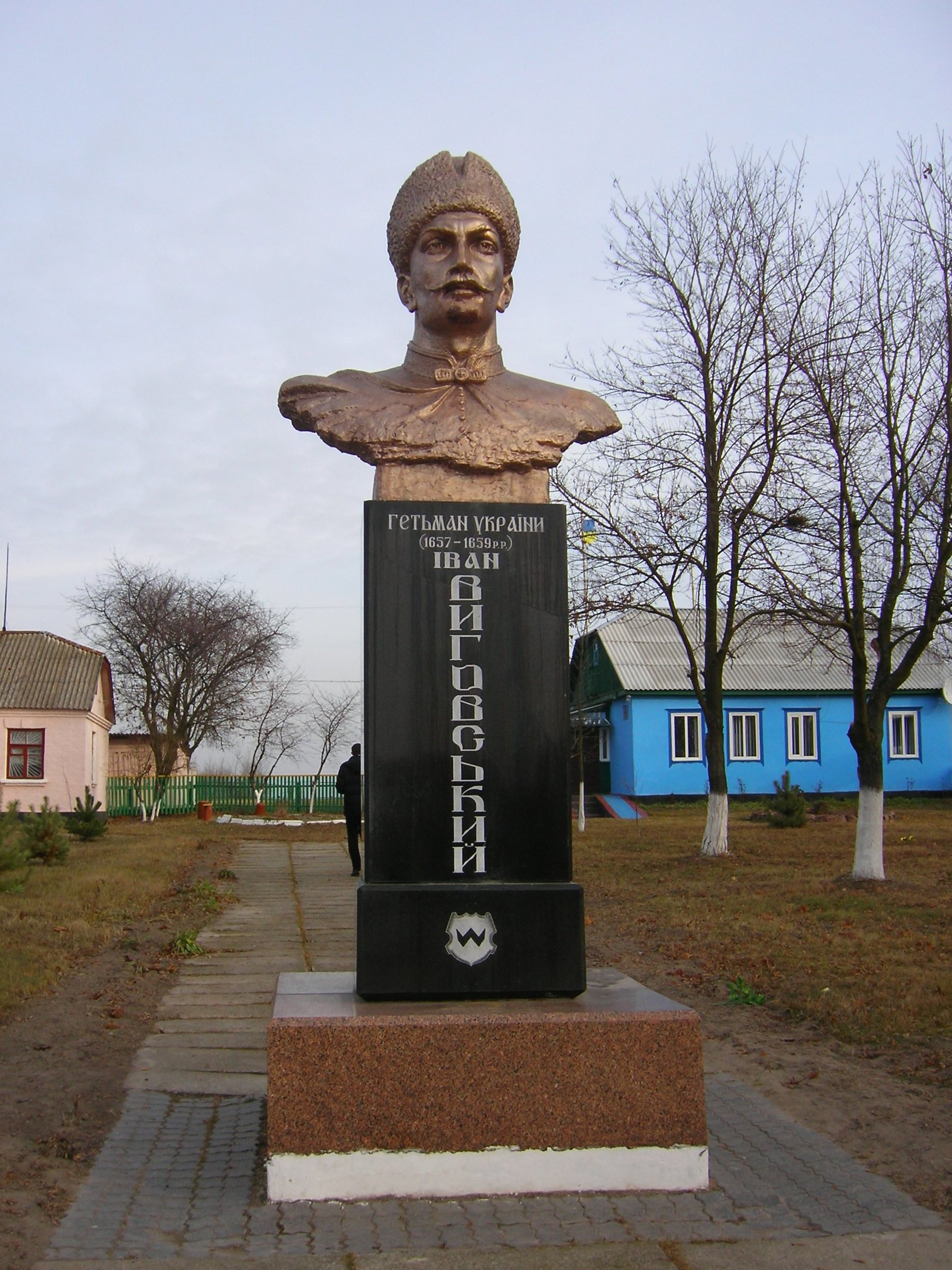
Видозмінений «Абданк» на пам'ятнику у селі Вигів

### Особові герби Виговських
Далеко не всі представники родини Виговських користувалися родинним гербовим знаком у своїх гербах, а навіть якщо й користувалися, герби могли відрізнятися наявністю чи відсутністю деяких елементів, як сказано вище. Крім того, дехто з членів родини Виговських мав особові герби. Особливу увагу істориків приділяють гербам Гетьмана Війська Запорозького його Королівської милості, Івана Виговського, що отримав гербовий привілей після підписання Гадяцького договору в Торуні 13 листопада 1658 року. У ньому присутні елементи гербів Корони королівства Польського та Великого князівства Литовського, а також гербу династії Ваза. Цей герб дуже швидко став найпоширенішим серед гетьманських печаток. Існує кілька варіантів відбитків і матриць з дещо відмінними елементами, але усі ряд однакових ознак: «на червоному полі срібний орел під золотою короною тримає на грудях червоний щиток, на якому знак у вигляді срібної літери „W“. Над щитом шолом під шоломовою короною, у нашоломнику білий голуб тримає в дзьобі оливкову галузку, навколо щита намет.».
Удруге гарбовий привілей Виговський отримав 4 червня 1659 року він мав складніше оздоблення. Згідно блазону складався з чотиридільного щита і середнього щитка. Три з них містили герби, відповідно, Корони королівства Польського, Великого князівства Литовського та «Великого князівства Руського» (планованого за Гадяцьким договором утворення на території Брацлавського, Київського та Чернігівського воєводств). Друга частина містить зображення святого Георгія, який влучає списом у змія (символ, що часто асоціювався з руськими володарями починаючи з XIV століття й став основою для шляхетного герба «Погоня Руська»). У третій частині зображено на зеленому полі золотого лева, який тримає меч, що зображає надання рицарського титулу «Львосерд» («Левове серце»). У середньому ж щитку розміщено родовий знак Виговських «Абданк під покриттям».
Іншим прикладом особистого гербу міститься у привілеї цісаря Леопольда І Габріелю Виговському 17 грудня 1698 року. У ньому родовим гербом названо Абданк Його розміщено в червоному щитку на грудях чорного укоронованого орла, що ймовірно відсилає до першого гербового надання Іванові Виговському 1658 року.

## Виговські в геральдично-генеалогічних збірниках
В першому томі «Малоросийского родословника» В. Л. Модзалевського, подаються генеалогічні дані про родину Гетьмана Івана Виговського та згадується ряд інших представників роду, що жили у 17 столітті. Опис герба Виговських подається в праці В. Л. Модзалевського та В. К. Лукомського «Малороссийский гербовник»

## Розселення
Починаючи від другої половини 16 століття ореол проживання Виговських вже не обмежувався лише родовим маєтком на теренах Київського воєводства, так в цей час вони згадуються на Волині. На початку 17 століття є згадки про Виговських в Московському царстві. В середині 17 століття відділилася гілка, представники якої проживали на етнічно польських землях. В 18 столітті Виговські, окрім різних місцевостей Київського воєводства, жили на Волині, Поділлі, Гетьманщині, в Галичині, в Великому князівстві Литовському. В 19 столітті, Виговські почали активно розселятися по всій території сучасної України, переселятися на території сучасної Російської Федерації, Польщі, Франції, Бельгії, США. В 20 столітті ореол проживання Виговських ще більш розширився.

## Релігійна приналежність
Початково всі Виговські сповідували православ'я. В 17 столітті з'являються перші поодинокі документальні згадки про римо-католиків Виговських. В 18 столітті церква у селі Вигів перейшла з православ'я на греко-католицизм, а з нею і більшість Виговських. В 18 столітті збільшується кількість Виговських, які сповідували римо-католицизм. Після поділу Речі Посполитої та входження її земель до складу Російської імперії, Виговські, що проживали в Вигові та навколишніх селищах залишалися до кінця 30-х років 19 століття греко-католиками, після чого абсолютна більшість перейшла в православ'я і лише одиниці в римо-католицизм. Виговські, які на кінець 18 століття проживали поза межами овруцького повіту і сповідували греко-католицизм до 1800 року здебільшого перейшли на православ'я. Ті з Виговських, хто на кінець 18 століття сповідував римо-католицизм так і залишилися римо-католиками. В 19 столітті кількість католиків Виговських зменшилася, що пов'язано з вимогами законодавства Російської імперії, згідно яких, діти народжені від шлюбів православних з не православними, мали бути православними.

## Деякі представники роду
- Остафій Ігнатович Виговський (рік народження невідомий — до 1665) — канівський староста.
- Іван Остафійович Виговський (рік народження невідомий — ↑16 березня 1664) — гетьман Війська Запорізького, київський воєвода.
- Данило Остафійович Виговський (рік народження невідомий — ↑30 листопада 1659) — полковник бихівський. Зять Богдана Хмельницького — був одружений з його дочкою Оленою, за іншими даними — Катериною;[19]
- Костянтин Остафійович Виговський (роки народження і смерті невідомі) — турівський і пинський полковник, генеральний обозний (1658), хелмінський підчаший;
- Федір Кириянович Лучиць-Виговський (рік народження невідомий — 1687) український дипломат. За дорученням гетьмана Б. Хмельницького та І. Виговського у складі українських посольств їздив до Москви і Варшави. Після 1670 року — київський войський;
- Василь Григорович Виговський (роки народження і смерті невідомі) — український військовий діяч, овруцький полковник (з 1658), учасник національно-визвольної війни під проводом Б. Хмельницького 1648-57 років; 1655-58 роках перебував у татарському полоні, після повернення призначений полковником овруцьким; брав участь у битві з московськими військами під Васильковом, був захоплений у полон, помер у в'язниці. Троюрідний брат Остафія Гнатовича;
- Самійло (? — 1659) — бихівський полковник (1659), учасник оборони Старого Бихова від московських військ. Захоплений у полон і повішений.
- Данієль Виговський (?-1740) — конюший великий литовський, мінський каштелян, граф Священної Римської імперії. Син Костянтина Євстафійовича.
- Олександр Виговський (1640—1714) — луцький римо-католицький єпископ, граф Священної Римської імперії. Син Костянтина Євстафійовича.
- Йосип (Ян) Виговський (?-1730) — луцький греко-католицький єпископ, граф Священної Римської імперії. Син Костянтина Євстафійовича.
- Міхал Виговський (?-1717) товариш гусарської хоругви, житомирський мечник.
- Василь Данилович Виговський (1672—1729) — житомирський підстароста, житомирський скарбник.
- Міхал Виговський (?-1768) — київський земський підсудок, син Василя Даниловича.
- Данило Романович Виговський (?-1761) — київський бургграбій, смоленський підчаший з 1745 року.
- Маріанна — мати Леона Гулевича;[20]
- Аполонія (†1751) — дружина старости дорсунського Юзефа Огінського (бл. 1713—1776).[21]
- Виговський Олександр Хомич (1888—1939) — підполковник Армії УНР
- Вигівський Іван Михайлович (нар. 1980) — Голова Національної поліції України з 2023 року, генерал поліції другого рангу.

Петро_виговський (1667—1697) Брат Данієля Виговського,Маршалок, Імперський Граф, лицар тевтонського ордену, Конюший ВКЛ
- Габріель Виговський 1671-1720  Брат Данієля Виговського Магнат,Маршалок Надвірний,Імперський Граф, Конюший (Ser Polon Prince jacobi)
- Юрій (може, Виховський) — підчаший кам'янецький;[22]
- Маріанна — дружина Юзефа Жевуського.[23]
- Станіслав Іванович Виговський внук гетьмана Івана дружина NN Єловицька